# Игнатий (Манделидис)
Митрополи́т Игна́тий  (греч. Μητροπολίτης Ιγνάτιος, в миру Гео́ргиос Мандели́дис, греч. Γεώργιος Μανδελίδης; 6 апреля 1930, Эдеса — 9 ноября 2017, Афины) — епископ Александрийской православной церкви, титулярный митрополит Пентапольский (2010—2017); ранее — митрополит Центральноафриканский (2003—2010).

## Биография
В 1950 году окончил Халкинскую семинарию, в 1952 году он получил учёную степень на Богословском факультете Афинского университета. Был членом Братства богословов «Ο Σωτήρ».
Служил мичманом в Греческом военно-морском флоте. Будучи на военной службе, посетил 32 митрополии, где проповедовал слово Божие.
23 ноября 1968 года в монастыре небесных сил бесплотных в Петраки в Афинах был пострижен в монашество, а 24 ноября 1968 года в митрополичьем храме в Афинах был хиротонисан в сан диакона митрополитом Триккским и Стагонским Дионисием. Назначен проповедником в Лариссу. 27 августа 1969 года рукоположен в сан пресвитера и возведён в сан архимандрита. До 1998 года служил проповедником Ларисской митрополии.
С 1981 года проводил 3-5 месяцев в год, будучи помощником архимандрита Харитона (Пневматикакиса), который служил миссионером в Кананге.
В 1997 году в связи с болезнью старца отца Харитона он был назначен управляющим этого подразделения Миссии, действовавшей по благословению митрополита Центральноафриканского Тимофея (Кондомеркаса).
14 марта 2003 года избран митрополитом Центральноафриканского. Его епископская хиротония с возведением в достоинство митрополита состоялась 16 марта 2003 года. 6 апреля Патриарх Пётр VII возглавил чин интронизации.
15 апреля 2008 года самолёт компании «МакДонуел» «Дуглас DC-9» с 79 пассажирами на борту, на котором летел митрополит Игнатий, рухнул через несколько минут после взлета в городе Гома (Конго), однако митрополит Игнатий остался жив. Первоначально сообщалось о смерти почти всех пассажиров, но потом стало известно, что из пассажиров авиалайнера погибли 19 человек, остальные погибшие — это жители дома, на который самолет упал.
4 марта 2010 года почислен на покой по состоянию здоровья. По своему прошению, остался в Конго и продолжил труд в основанной им богословской школе святого Афанасия Афонского.
23 ноября 2010 года назначен титулярным митрополитом Пентапольским. Будучи титулярным архиереем, продолжал трудиться на миссионерском поприще вплоть последних дней земной жизни
Скончался 9 ноября 2017 года а Афинах в день памяти святителя Нектария Эгинского, также занимавшего Пентапольскую кафедру.